# И Маде Вираван
И Маде Вираван (индон. I Made Wirawan; род. 1 декабря 1981, Гианьяр, Бали) — индонезийский футболист, вратарь «Персиб Бандунга».

## Биография
И Маде Вираван родился 1 сентября 1981 года в индонезийском округе Гианьяр.
Занимался футболом в клубе «Персеги» из Гианьяра.
Играет на позиции вратаря. В 2002—2004 годах выступал за «Перседен» из Денпасара, провёл в чемпионате Индонезии 38 матчей. В 2004—2006 годах играл в «Персекабе» из Бадунга, на его счету 45 игр.
В 2006 году перебрался в «Персибу» из Баликпапана. В её составе в 2010 году стал бронзовым призёром чемпионата Индонезии. За шесть лет провёл в чемпионате Индонезии 150 игр.
С 2012 года выступает за «Персиб Бандунг», провёл не менее 87 матчей. В 2014 году стал чемпионом Индонезии, в 2015 году завоевал Кубок страны. В 2012 и 2013 годах участвовал в Матче всех звёзд индонезийской Суперлиги.
В 2011—2015 годах провёл 11 матчей за сборную Индонезии. Дебютным стал товарищеский поединок 7 октября 2011 года в Куала-Лумпуре против сборной Саудовской Аравии (0:0).

## Достижения
«Персиба»
- Бронзовый призёр чемпионата Индонезии (1): 2009/10.

«Персиб Бандунг»
- Чемпион Индонезии (1): 2014.
- Обладатель Кубка Индонезии (1): 2015.